# Distretto di Huabal
Il distretto di Huabal è uno dei dodici distretti  della provincia di Jaén, in Perù. Si trova nella regione di Cajamarca e si estende su una superficie di 80,69 chilometri quadrati.

Istituito il 3 gennaio 1985, ha per capitale la città di Huabal; al censimento 2005 contava 7.901 abitanti.